# Apostolisch vicariaat San Miguel de Sucumbíos
Het apostolisch vicariaat San Miguel de Sucumbíos (Latijn: Vicariatus Apostolicus Sancti Michaëlis de Sucumbios) is een rooms-katholiek apostolisch vicariaat met als zetel Nueva Loja, in Ecuador. Het apostolisch vicariaat is vrijgesteld en valt als immediatum direct onder de Heilige Stoel, zonder te behoren tot een kerkprovincie. 

## Geschiedenis
Het apostolisch vicariaat werd opgericht op 16 april 1924, als de apostolische prefectuur San Miguel de Sucumbíos, uit delen van het apostolisch vicariaat Napo. Op 12 juli 1984 werd het verheven tot apostolisch vicariaat. 

## Parochies
Het apostolisch vicariaat had in 2020 een oppervlakte van 18.084 km2 en telde 195.170 inwoners waarvan 76,9% rooms-katholiek was.

## Ordinarii

### Prefecten
- Pacifico Cembranos Nistral (21 mei 1937 - 1954)
- Wenceslao Manuel Gomez Frande (18 februari 1955 - 1 augustus 1968)

### Apostolisch vicarissen
- Gonzalo López Marañon (26 juni 1970 - 30 oktober 2010)
  - Paolo Mietto (apostolisch administrator: 10 februari 2012 - 21 november 2013)
- Celmo Lazzari (21 november 2013 - heden)